# Tomoharu Okada
Tomoharu Okada es un director de documentales de origen japonés, quien dirigió en el año 2007 el documental sobre la gigantesca compañía Google Inc. llamado Google's Deep Impact (también conocido como Google: Global Expansion), donde se habla sobre esta gigantesca compañía, su crecimiento exponencial en los últimos años y de su gran motor de búsqueda, también se habla de personas que viven del internet, y de los empleados de Google, de todos los servicios que ofrece esta página de internet y que sigue creciendo cada vez más, en el documental también se aprecia cómo Google puede seguir a algunas personas que ocupan casi todos sus servicios, desde el mail, las formas de pago con las cuales uno comparte sus números de tarjetas de crédito con Google, las búsquedas de productos que uno desea comprar y hasta pueden saber específicamente a cuál de sus antenas wifi un notebook se está conectando y cómo se mueve por las zonas wi fi de Google, determinando así cómo se mueve cada usuario dentro de sus zonas wifi.

## Documentales
"Cyborg Giyutsuga Jinruiwo Kaeru" (The Cyborg Revolution)

Director:	Tomoharu Okada, Naoko Omi

Participante:	Yuki Yoshida

Compañía:	NHK (Japan Broadcasting Corp.) 

País:		Japan 

Año:  		2005

Duración:	74'

Productor:	Tatsuhiro Fujiki

"Google's Deep Impact"

Director:	Tomoharu Okada

Compañía:	NHK (Japan Broadcasting Corp.) 

Año:		2007

País:		Japan 

Duración:	49'

Títulos Alternativos: Google: Global Expansion, Google : un ordre imposé ?